# Harrinson Mancilla
Harrinson Mancilla Mulato (Puerto Tejada, 22 dicembre 1991) è un calciatore colombiano, centrocampista dell'Águilas Doradas.

## Caratteristiche tecniche
È un mediano.

## Carriera
Cresciuto nel settore giovanile dei Tigres FC, ha esordito in prima squadra il 12 settembre 2012 disputando l'incontro di Categoría Primera B pareggiato 1-1 contro l'Atlético FC.
Nel gennaio 2018 è passato al Cúcuta Deportivo e due anni più tardi, dopo aver collezionato 234 presenze fra prima e seconda serie colombiana, si è trasferito agli argentini del Gimnasia (LP).

## Palmarès
- Categoría Primera B: 1

Cucúta Deportivo: 2018